# Старая библиотека колледжа Святого Иоанна (Кембридж)
Старая библиотека колледжа Святого Иоанна (Кембридж) (англ. St John's College Old Library) — старая и особо ценная часть библиотеки Колледжа Святого Иоанна Кембриджского университета, где хранятся исторические рукописи, редкие и старые книги (изданные до 1800 года), специальные коллекции, личные документы. Всего в библиотеки Колледжа Святого Иоанна более 120 тыс. книг и 120 посадочных места.

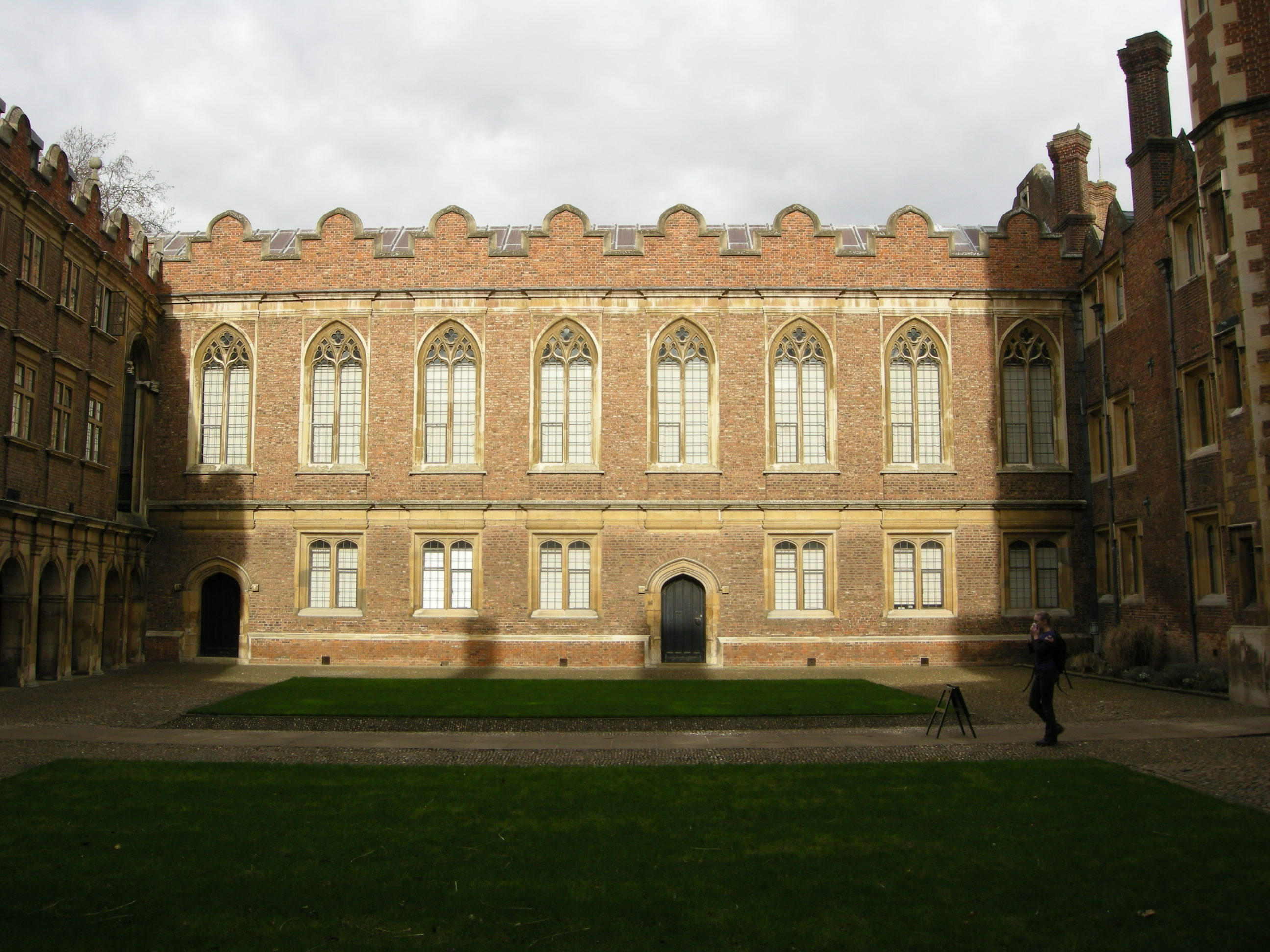
Вид на библиотеку из третьего двора колледжа

Когда колледж Святого Иоанна открылся в 1516 году, его библиотека располагалась в здании, которое тогда было единственным (первым) двором. Она занимала второй этаж к югу от больших ворот.
Сейчас старая библиотека находится в третьем дворе колледжа Святого Иоанна. Она построена между 1623 и 1628 годами на пожертвования двух членов колледжа: Валентина Кэра, епископа Эксетерского и Джона Уильяма, епископа Линкольна. Стены здания были завершены в 1624 году. Здание построено в стили яковской готики. Размер здания 110 на 30 футов. Высокие окна с двумя лампами. Библиотека содержит 42 книжных шкафа.
Фонды библиотеки:
- 56 восточных манускрипта и папируса
- около 680 средневековых рукописей
- 340 инкунабул (первопечатные книги, изданные до 1501 г.)
- более 500 рукописей, относящихся к XVI—XIX векам
- около 50 тыс. книг, изданных в XVI—XVIII веках

Старая библиотека не используется в качестве рабочей библиотеки колледжа, но открыта по будням с 9.00 до 17.00 для членов колледжа и их гостей.